# Kraftwerk Kandergrund
Das Kraftwerk Kandergrund ist ein Mitteldruck-Laufwasserkraftwerk, welches in den Jahren 1907 bis 1910 hauptsächlich für die Energieversorgung der Lötschbergbahn erstellt wurde. Das Wasser der Kander wird unterhalb von Kandersteg gefasst und zur Energienutzung durch einen 4200 Meter langen Zulaufstollen zu einem Wasserschloss oberhalb von Kandergrund geleitet, von wo es über Druckleitungen zum Maschinenhaus im Talgrund gelangt.

## Anlage von 1910
Im Maschinensaal waren 5 Pelton-Turbinen aufgestellt – drei für die Versorgung der Lötschbergbahn mit 16 2/3 Hz Strom und zwei für die Versorgung des BKW-Netzes mit der damals üblichen Frequenz von 40 Hz, die erst 1921 auf 50 Hz angehoben wurde. Jede Turbine hatte eine Leistung von 4000 PS, die Einphasengeneratoren für die Bahnstromversorgung eine Scheinleistung von 2700 kVA.

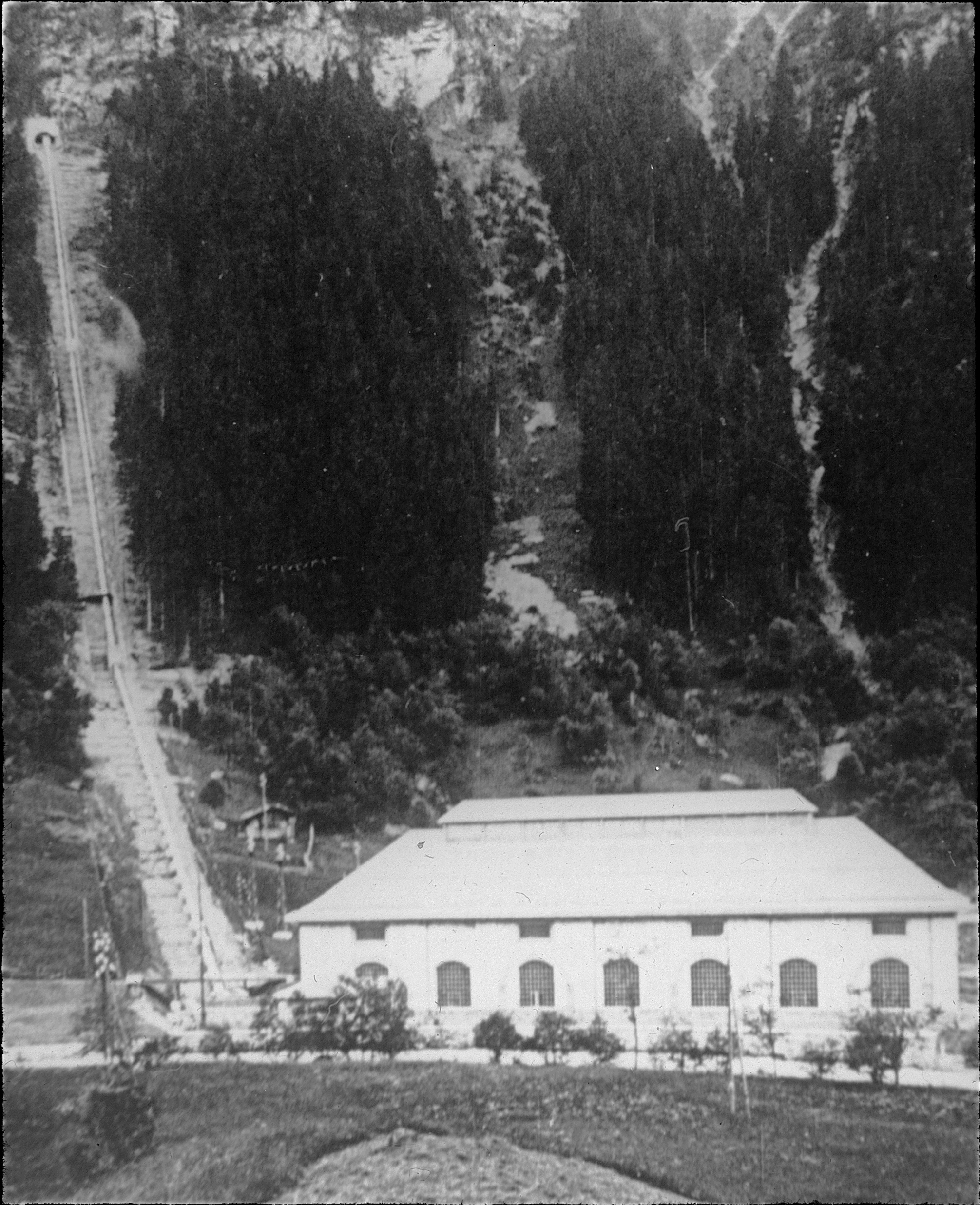
Kraftwerk Kandergrund mit Druckleitung, 1934
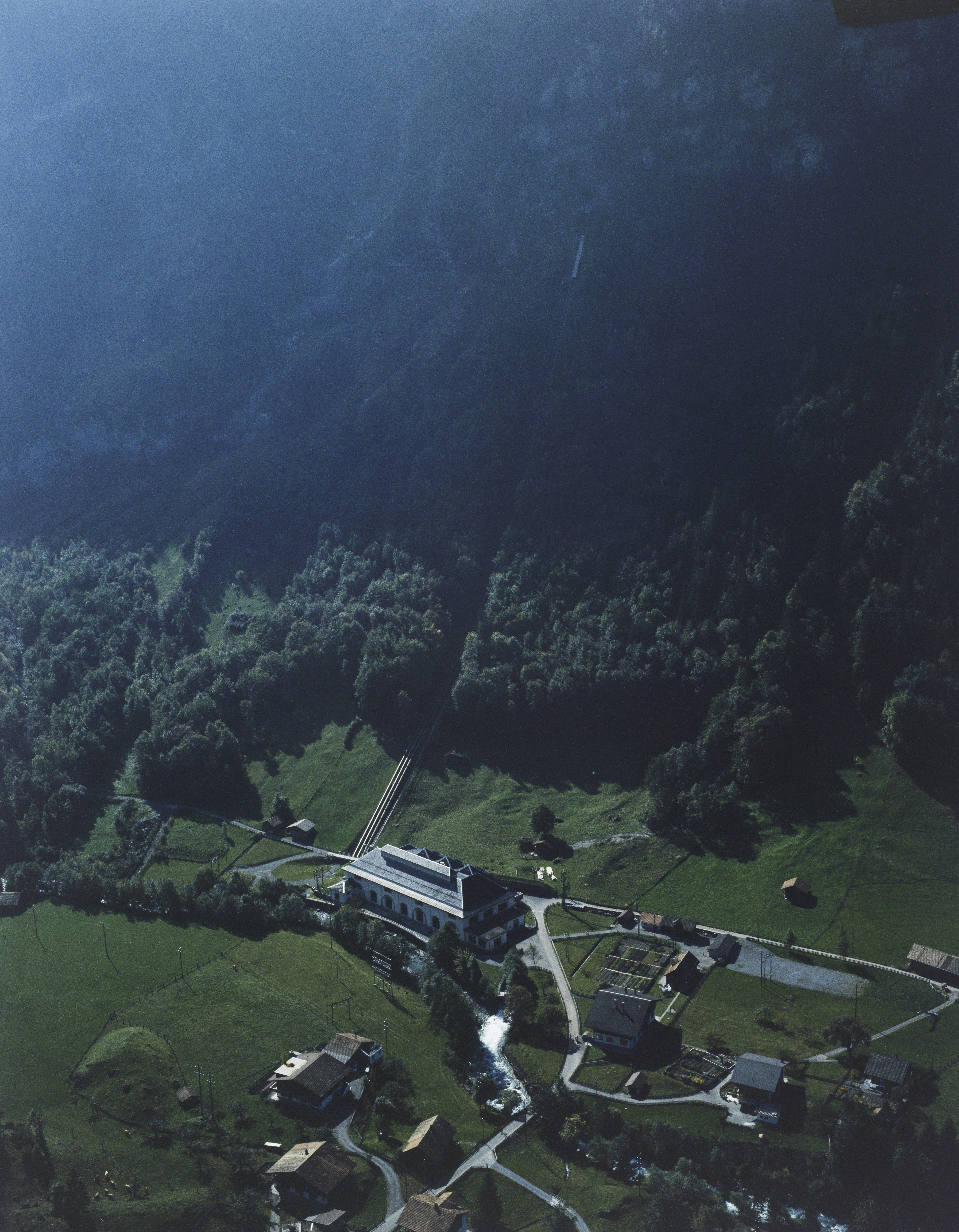
Luftbild von 1983
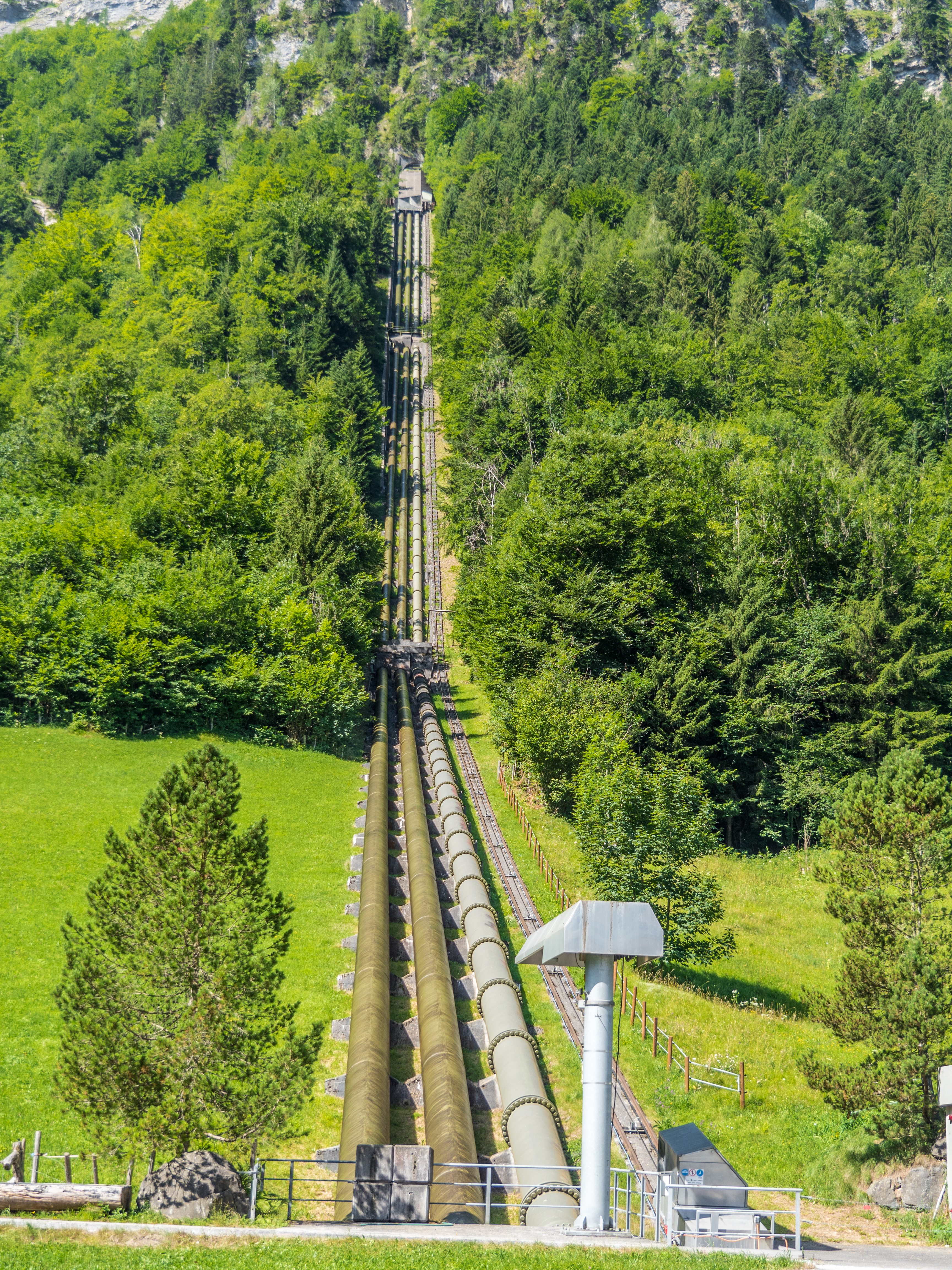
Druckleitung, 2022

## Anlage von 1991
Die Anlage wurde 1991 erneuert. Die beiden installierten Pelton-Turbinen erbringen zusammen eine Leistung von 18,8 MW, die mittlere Jahresproduktion beträgt 97 GWh. Das Kraftwerk ist im Besitz der BKW Energie.